# Флэтвудс (Западная Виргиния)
Флэтвудс (англ. Flatwoods) — город в штате Западная Виргиния (США). Один из 4-х городов округа Бракстон. В 2010 году в городе проживало 277 человек. Город стал известен после появления Флэтвудского монстра в 1952 году.

## Географическое положение
Город расположен в центре штата Западная Виргиния. Полная площадь города — 1,71 км². Флэдвудс находится в миле от съезда с межштатной автомагистрали I-79, в нём хорошо развита инфраструктура — рестораны, мотели, магазины.

## История
Флэтвудс был инкорпорирован в 1902 году, однако на картах поселение появляется в 1873, а городская церковь, основанная пастором Джоном Кларком, появилась в 1830 году. Город находился на железной дороге на половине пути между Кларксбергом и Ричвудом.

## Население
По данным переписи 2010 года население Флэтвудса составляло 277 человек (из них 48,4 % мужчин и 51,6 % женщин), в городе было 109 домашних хозяйств и 74 семьи. На территории Флэтвудса было расположено 127 построек со средней плотностью 74,3 постройки на один квадратный километр. Расовый состав: белые — 99,3 %, азиаты — 0,4 % и представители двух и более рас — 0,4 %.
Население города по возрастному диапазону по данным переписи 2010 года распределилось следующим образом: 27,1 % — жители младше 18 лет, 2,5 % — между 18 и 21 годами, 55,2 % — от 21 до 65 лет и 15,2 % — в возрасте 65 лет и старше. Средний возраст населения — 41,2 года. На каждые 100 женщин в Флэтвудсе приходилось 93,7 мужчины, при этом на 100 совершеннолетних женщин приходилось уже 87,0 мужчин сопоставимого возраста.
Из 109 домашних хозяйств 67,9 % представляли собой семьи: 50,5 % совместно проживающих супружеских пар (22,0 % с детьми младше 18 лет); 13,8 % — женщины, проживающие без мужей и 3,7 % — мужчины, проживающие без жён. 32,1 % не имели семьи. В среднем домашнее хозяйство ведут 2,54 человека, а средний размер семьи — 3,12 человека. В одиночестве проживали 28,4 % населения, 11,0 % составляли одинокие пожилые люди (старше 65 лет).
Динамика численности населения:
|  |

## Экономика
В 2014 году из 1284 человек старше 16 лет имели работу 230. При этом мужчины имели медианный доход в 34 750 долларов США в год против 23 125 долларов среднегодового дохода у женщин. В 2014 году медианный доход на семью оценивался в 33 125 $, на домашнее хозяйство — в 31 250 $. Доход на душу населения — 12 600 $ в год. 24,1 % от всего числа семей в Флэтвудсе и 27,6 % от всей численности населения находилось на момент переписи за чертой бедности.